# Ilse Werder
Ilse Elfriede Ruth Werder (* 21. Oktober 1925 in Kassel; † 26. März 2023) war eine deutsche Journalistin und Sachbuchautorin.

## Leben und Wirken
Ilse Werder verbrachte ihre Kindheit und Jugend in Kassel. Als Antifaschistin trat sie 1951 in die SPD ein und engagierte sich für Sozialpolitik, Frauenfragen, Kulturpolitik und Umweltthemen. Sie arbeitete viele Jahre in der Arbeitsgemeinschaft sozialdemokratischer Frauen (AsF). In Kassel begann sie 1947 ihre journalistische Tätigkeit bei den Hessischen Nachrichten. 1958 zog sie nach Frankfurt und arbeitete in der Anwaltspraxis ihres Ehemannes. 1967 zog sie nach Hanau und begründete die Lokalredaktion der Frankfurter Rundschau, wo sie bis zu ihrer Rente im Jahr 1986 arbeitete.
In ihrer Zeit in Hanau war sie Mitbegründerin des Hanauer Kulturvereins, initiierte die Verbraucherberatungsstelle und war Mitbegründerin des VVN-BdA Main-Kinzig. Mit einem ganzseitigen Artikel in der Frankfurter Rundschau initiierte sie die Aufnahme von Kontakten mit dem Hanauerland im Elsass, die zu jährlichen kulturellen und sozialen Begegnungen führte. 1987 bezog sie ein Bauernhaus in Katholisch-Willenroth im Vogelsberg und richtete dort die Kulturscheune „Werders Scheune“ ein, in die sie ab 1991 regionale Künstler einlud. In ihrer Zeit in Katholisch-Willenroth war sie auch als Pilzberaterin tätig, führte Kräuterwanderungen durch, initiierte in Bad Soden-Salmünster einen Literaturarbeitskreis und gründete dort das Seniorennetzwerk „Gemeinsam statt einsam“. Seit 2006 lebte Ilse Werder wieder in Hanau.
Durch ihre Biografie zieht sich ihr Engagement für die Rechte der Frauen. Um die Lebensleistung von Frauen in der Region sichtbar zu machen, war sie nicht nur Autorin und Herausgeberin von Publikationen, sondern auch Mitbegründerin der Hanauer Initiative Frauen helfen Frauen  (1977) und beteiligte sich am Aufbau des Frauenhaus Hanau (1981), der Beratungsstelle pro familia und des Archivs Frauenleben im Main-Kinzig-Kreis e.V. (1990).

## Werke (Auswahl)
- Kunst und Handwerk am Bau im alten Hanau.  J. Georg Kittsteiner GmbH 1987.
- Ich war eine Naive: Ein Hanauer Frauenleben 1914-1989. CoCon-Verlag 1991, Herausgeber: Ilse Werder, ISBN 3-928100-04-1.
- Frauen in den Gewerkschaften 1945-1997 am Beispiel Hessen und im Main-Kinzig-Kreis. CoCon 1998, ISBN 3-928100-60-2.
- Hexenwahn und Teufelswerk: Eine Region im Blickfeld. CoCon-Verlag, ISBN 3-928100-97-1 (gemeinsam mit 5 weiteren Autorinnen).
- Sie war eine von uns, Erinnerungen an Ilse Wolf. CoCon-Verlag 2005, ISBN 3-937774-14-9
- Hanau weiblich: Ein Lesebuch. CoCon 2006, ISBN 3-937774-30-0.
- Wolfgang: Geschichte, Gegenwart und Ausblick. CoCon 2013, ISBN 3-86314-261-6.
- Lamboy und Tümpelgarten – Geschichte, Aufbruch, Entwicklung. Hanau 2011, mit Werner Kurz, DNB 1020713844.
- 125 Jahre, IG Metall Hanau-Fulda Zusammenhalt und Erfolg. Hrsg.: IG Metall-Hanau Fulda 2016, Text Ilse Werder
- Neues von gestern Frisches für morgen, Hanau – Der weite Weg zu Recht und Freiheit. Kürle Druck und Verlag 2018, ISBN 978-3-924417-71-0

## Auszeichnungen
Für ihr politisches, künstlerisches und soziales Engagement wurde sie mehrfach ausgezeichnet.
- 1995: Kulturpreis des Main-Kinzig-Kreises
- 2000: Medaille für Heimatpflege und Geschichtsforschung
- 2000: Hanauer Bürgerplakette
- 2003: Ehrenbrief des Main-Kinzig-Kreises
- 2003: Bundesverdienstkreuz 1. Klasse
- 2010: August-Gaul-Plakette[7]